# 寮國—巴基斯坦關係
老挝－巴基斯坦关系是指老挝人民民主共和国和巴基斯坦伊斯兰共和国之間的雙邊關係。两国均为不结盟运动、77國集團成員國。

## 政治交流
1954年12月，巴基斯坦政府宣布给予包括寮王国在内的印度支那各国外交承认，但寮國直到1965年7月15日才与巴基斯坦建立正式外交关系。1975年，共產主義組織巴特寮推翻寮王国后，寮人民民主共和國继承了与巴基斯坦的外交关系。
进入21世纪，巴基斯坦加强了与包括寮國在内的东南亚诸国的外交关系。2004年，巴基斯坦总理扎法魯拉·汗·賈邁利應寮國總理本扬·沃拉吉的邀請於4月21日至23日首次出访了寮國，并与本扬等人举行了會談，期間雙方同意通過高层互訪進一步加強双边關係，并同意在聯合國和其他國際组织上就共同關心的议题進行合作，並通過举办兩國外交部年度雙邊會議，建立相互磋商合作機制；并同意尽快免除對双方外交和公務護照持有人的簽證要求；两國也同意加强经贸关系。2012年，巴基斯坦总理拉贾·佩尔韦兹·阿什拉夫也出席了第九届亚欧首脑会议，并访问寮國。
2016年，巴基斯坦与寮國两国政府代表签署了对双方外交和公務護照持有人免除簽證的协议，加强了两国的人员来往。近年，两国也通过国际贸易与投资的交流加强了双边关系，寮國也在第17届中国—东盟博览会上邀请了巴基斯坦作为特邀合作伙伴。惟两国尚未在对方首都互设大使馆，巴基斯坦对寮國的外交业务由驻越南大使馆兼辖。

## 经贸交流
据经济复杂性研究中心统计，2020年，巴基斯坦、寮國双边贸易额达到53.98万美元，其中巴基斯坦向寮國出口了52.5万美元，主要出口各类药材及棉花。而巴基斯坦也时常通过中国—东盟博览会等贸易展览会，加强与包括寮國在内的东协各国贸易、投资关系。